# Leon Demaj
Leon Demaj (* 28. November 1997 in Haselünne) ist ein deutscher Fußballspieler kosovarischer Abstammung.

## Werdegang
Der Mittelfeldspieler Leon Demaj begann seine Karriere beim VfL Herzlake und wechselte im Jahre 2011 in die Jugendabteilung des SV Meppen. In der Saison 2014/15 spielte Demaj mit den Meppenern in der A-Junioren-Bundesliga, stieg mit seiner Mannschaft als Tabellenletzter wieder ab. Am Saisonende wechselte Demaj in die A-Jugend des BV Cloppenburg und rückte dann im Sommer 2016 in die erste Mannschaft der „Zebras“ auf, die seinerzeit in der Oberliga Niedersachsen spielte. Im Sommer 2017 kehrte Demaj dann zum SV Meppen zurück, der gerade in die 3. Liga aufgestiegen war. Sein Profidebüt feierte er am 14. Oktober 2017 beim 1:0-Sieg der Meppener beim SV Wehen Wiesbaden. In zwei Jahren folgten noch drei weitere Drittligaeinsätze für ihn, überwiegend spielte Demaj für die zweite Mannschaft des SVM in der Bezirksliga.
Im Sommer 2019 wechselte der Mittelfeldspieler zu den in die Regionalliga West abgestiegenen Sportfreunden Lotte, bei denen auch sein jüngerer Bruder Drilon spielte und bei denen er Stammspieler wurde. Im Sommer 2021 schloss sich Demaj dem Ligakonkurrenten SC Fortuna Köln an.
Nach drei Jahren in Köln wechselte Demaj zur Saison 2024/25 zurück zu seinem Jugendverein SV Meppen in die Regionalliga Nord. Hier bestritt er allerdings nur fünf Pflichtspiele, bevor er Ende August 2024 um Vertragsauflösung bat und sich einem anderen seiner früheren Vereine, den Sportfreunde Lotte, anschloss. Bei seinem Debüt für Lotte gelangen im gleich zwei Tore beim 3:2-Sieg gegen die zweite Mannschaft des SC Paderborn.